# Gymnopilus dilepis
Gymnopilus dilepis är en svampart som först beskrevs av Berk. & Broome, och fick sitt nu gällande namn av Rolf Singer 1951. Gymnopilus dilepis ingår i släktet Gymnopilus och familjen Strophariaceae.   Inga underarter finns listade i Catalogue of Life.